# Zgornja Ščavnica
Zgornja Ščavnica – wieś w Słowenii, w gminie Sveta Ana. W 2018 roku liczyła 490 mieszkańców.